# 克魯克斯鎮區 (明尼蘇達州倫維爾縣)
克魯克斯鎮區（英語：Crooks Township）是位於美國明尼蘇達州倫維爾縣的一個行政鎮區。

## 歷史
克魯克斯鎮區於1884年成立，得名自早期定居者H·S·克魯克斯（H. S. Crooks）。

## 地方資料
克魯克斯鎮區的面積為93.49平方千米，皆為陸地。根據2020年美國人口普查的數據，當地共有人口175人，而人口密度為每平方千米1.87人。